# Sorex alpinus
Il toporagno alpino (Sorex alpinus Schinz, 1821) è un mammifero insettivoro della famiglia dei Soricidi.

## Distribuzione
Con tre sottospecie (Sorex alpinus alpinus, Sorex alpinus hercynicus e Sorex alpinus tatricus, delle quali le ultime due hanno dubbia validità) la specie è attualmente diffusa sull'arco alpino, nei Balcani e nei Carpazi, oltre che con popolazioni isolate su Sudeti, Tatra, e Giura: le popolazioni dei Pirenei e dei monti Harz sono probabilmente estinte. In Italia la specie è diffusa lungo tutte le zone di confine e sulle Prealpi.

Predilige gli ambienti umidi a quote superiori ai 300 m: lo si trova nelle aree boscose ricche di rocce, ma a basse quote si rifugia nelle vallate in prossimità di corsi d'acqua, mentre ad alte quote predilige ambienti prativi, sempre ricchi di rocce ed anfratti.

## Descrizione

### Dimensioni
Il corpo misura 6,2-7,5 cm, cui vanno aggiunti 6-7,5 cm di coda; il peso si aggira attorno ai 6-10 g.

### Aspetto
Il dorso ed il ventre sono uniformemente di colore grigio-nerastro con pelo folto e dall'aspetto assai lucido: le zampe e la parte inferiore della coda, che è molto lunga, sono bianche. Le punte dei denti sono di color rosso-bruno.

## Biologia
L'animale ha abitudini principalmente solitarie e catadrome, ossia è attivo sia di giorno che di notte: ha un fare assai svelto e nervoso, si muove in continuazione fiutando l'aria, arrampicandosi e nuotando. Può scavare gallerie (anche se spesso lo si trova nelle tane di altri piccoli mammiferi, che scaccia od uccide, raramente coabitandovi), ma è solito costruire il proprio nido in un luogo riparato al di sopra del terreno, ad esempio fra le radici degli alberi od in luoghi simili.

### Alimentazione
Si nutre principalmente di insetti e delle loro larve, che scova nel sottobosco e fra i muschi: si ciba inoltre di lumache e piccoli vertebrati, ed è stato osservato mentre si nutriva di semi.

### Riproduzione
La stagione riproduttiva va da aprile a settembre; la femmina, in questo periodo, può dare alla luce da due a tre nidiate. La gravidanza dura da 13 a 20 giorni, al termine dei quali la femmina mette al mondo 6-8 piccoli, che aprono gli occhi a partire dalla seconda settimana di vita e vengono svezzati attorno alle 3 settimane d'età. Dopo 3-4 mesi viene raggiunta la maturità sessuale.
La speranza di vita di questi animali in cattività è di circa un anno e mezzo.